# Daniela Rocca
Daniela Rocca, född 12 september 1937 i Acireale, Sicilien, död 28 maj 1995 i Milo, Sicilien, var en italiensk fotomodell och skådespelerska.

## Roller i urval
- 1959 – Nilens legionärer
- 1960 – Barbarerna anfaller
- 1960 – Ester och kungen
- 1960 – Slaget vid Austerlitz
- 1961 – Skilsmässa på italienska
- 1962 – Hemligt uppdrag i Atén
- 1963 – Hemligt uppdrag i Marseille
- 1963 – Vedergällningen
- 1965 – Den vilda jakten på Cadillacen